# Археологический музей Баден-Вюртемберга
Археологический музей Баден-Вюртемберга (нем. Archäologisches Landesmuseum Baden-Württemberg) — расположенный в городе Констанц археологический музей немецкой федеральной земли Баден-Вюртемберг, главными целями которого являются архивирование и научное изучение обнаруженных на территории федеральной земли археологических артефактов и их публичная презентация в рамках выставочной деятельности.
Политическое решение об основании музея, административно подчинённого земельному министерству науки и культуры, было принято кабинетом Лотара Шпета 8 июня 1990 года. Основные выставочные площади музея располагаются в зданиях упразднённого в начале XVIII века аббатства Петерсхаузен, и были открыты для посетителей 14 марта 1992 года. Центральный архив и хранилище археологического музея расположены в Раштатте в бывшем крепостном лазарете.
В состав музея — в качестве его филиалов — входят также:
- Музей Федерзее в Бад-Бухау (нем. Federseemuseum Bad Buchau)
- Музей доисторической культуры в Блаубойрене (нем. Urgeschichtliches Museum Blaubeuren)
- Музей «Римский дом» в Вальхайме (нем. Museum Römerhaus Weilheim)
- Музей лимеса в Аалене (нем. Limesmuseum Aalen)
- Римский музей в Остербуркене (нем. Römermuseum Osterburken)
- Музей «Римский винный погреб» в Оберриксингене (нем. Römischer Weinkeller Oberriexingen)
- Римский отдел Доминиканского музея в Роттвайле (нем. Dominikanermuseum Rottweil)

В главном здании музея в Констанце вниманию публики предложен широкий спектр исторических экспонатов, освещающих важнейшие этапы истории современного юго-запада Германии: начиная с доисторических свайных жилищ (с прим. 4000 года до н. э.), продолжая кельтской культурой и эпохой римского владычества, через эпоху Великого переселения народов и Средневековье (со специальным обширным разделом, посвящённым городской археологии Констанца), вплоть до повседневной культуры XVIII века (среди прочего, представлена история людвигсбургского фарфора).
К особенно ценным выставленным объектам относятся, кроме прочего:
- разнообразные предметы быта и одежды периода свайных поселений
- менгир из Вальхайма
- бронзовые украшения римского форума из Лоподунума
- лира из Троссингена (ок. 580 г.), обнаруженная в одном из алеманнских захоронений и считающаяся наиболее полно сохранившимся раннесредневековым музыкальным инструментом
- долблёнка с озера Шлухзее (ок. 650 г.) и старейшее дошедшее до наших дней судно на Боденском озере (ок. 1340 г.)

Особенностью музейной концепции является ежегодная выставка Archäologie und Playmobil, организуемая с 2006 года и призванная игровым образом пробудить интерес к истории и археологии: на площади около 100 м² с помощью фигур Playmobil здесь представлены различные археологические эпохи и культуры, при этом в целом исторически-достоверно изображённые сцены сознательно включены многочисленные «пасхальные яйца», усиливающие педагогический эффект от посещения музея.

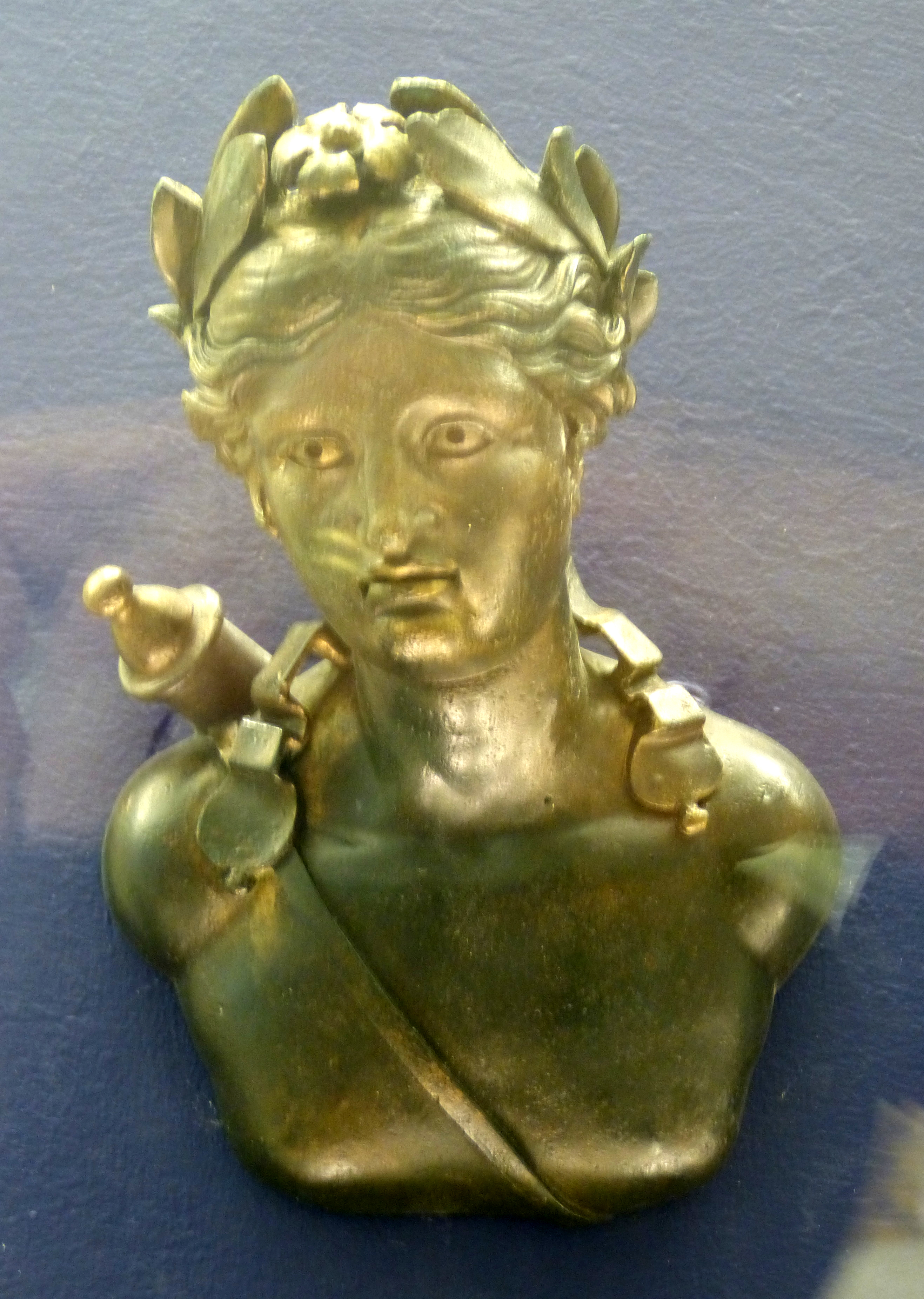
Фрагмент римских украшений из Лоподунума
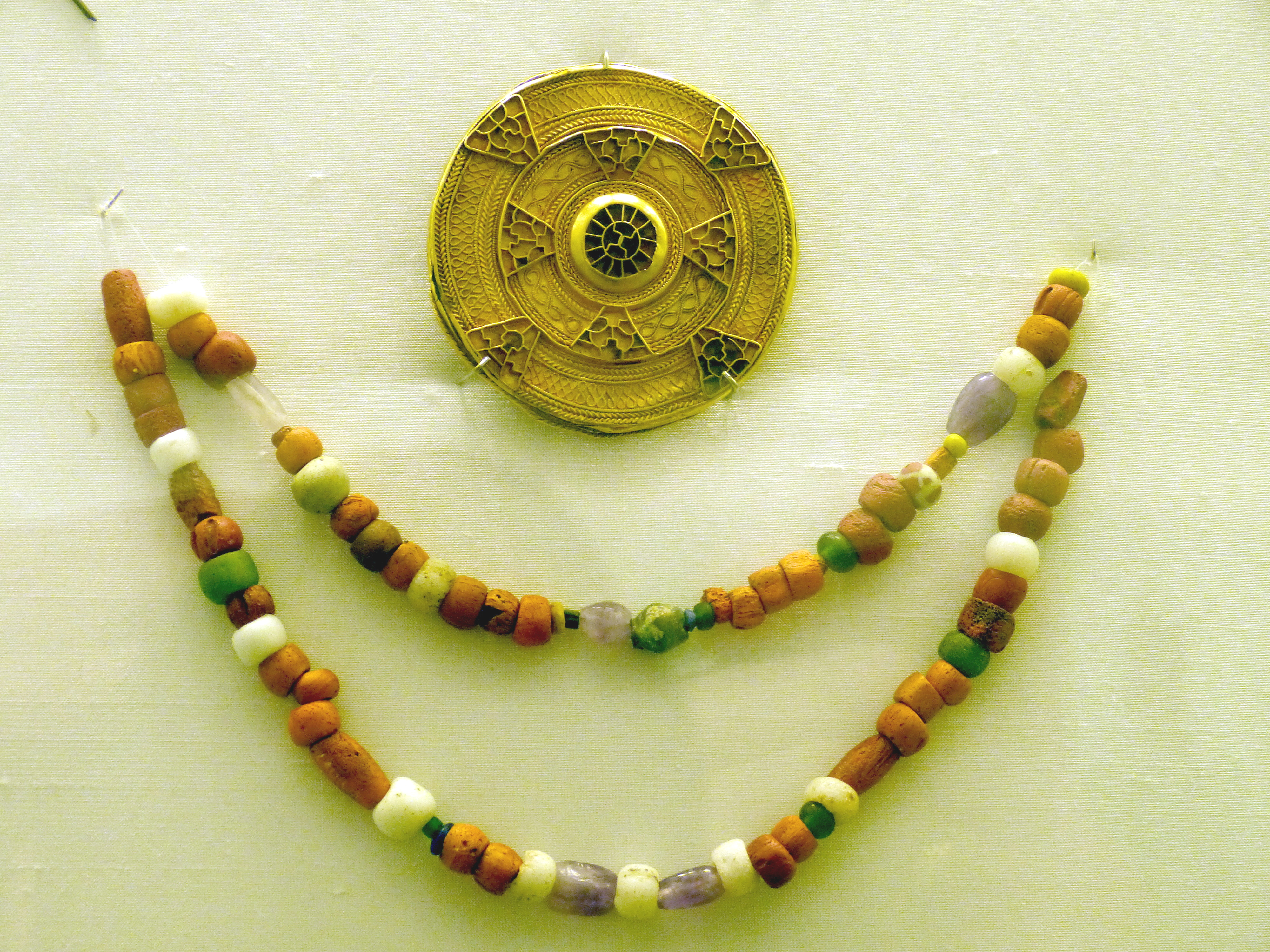
Погребальные дары из Лауххайма
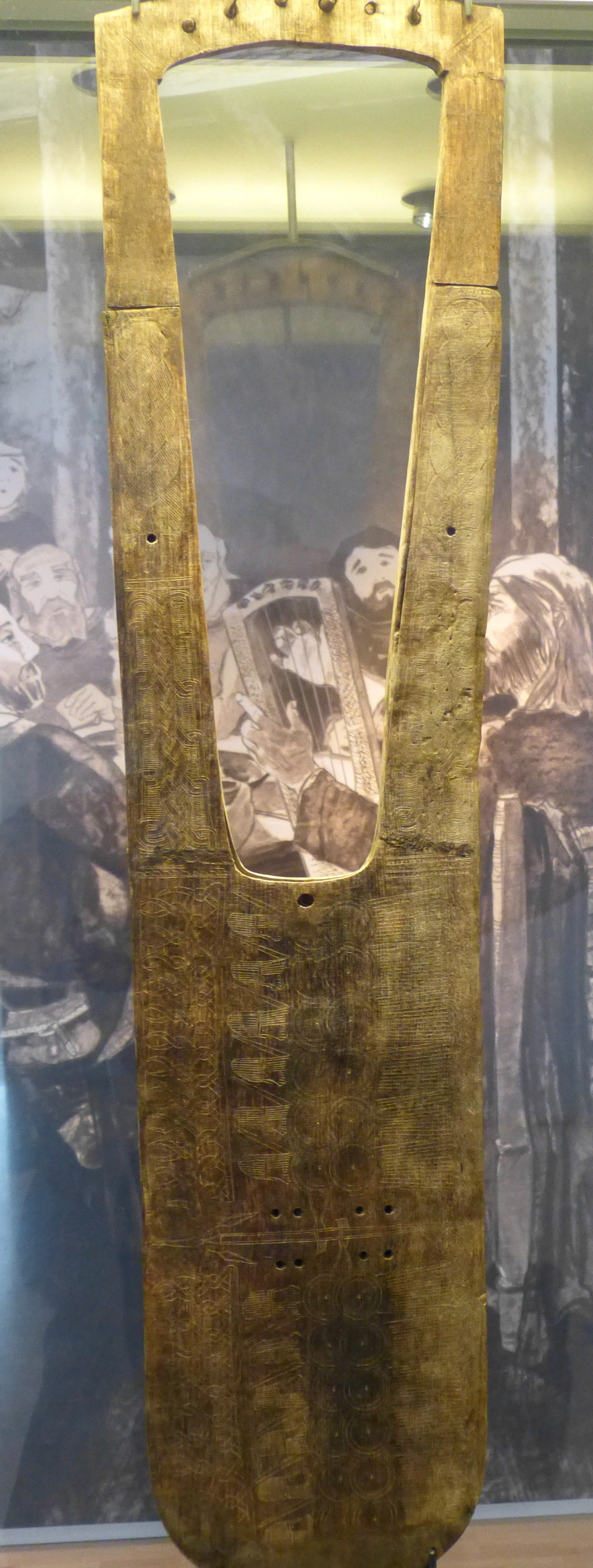
Лира из Троссингена
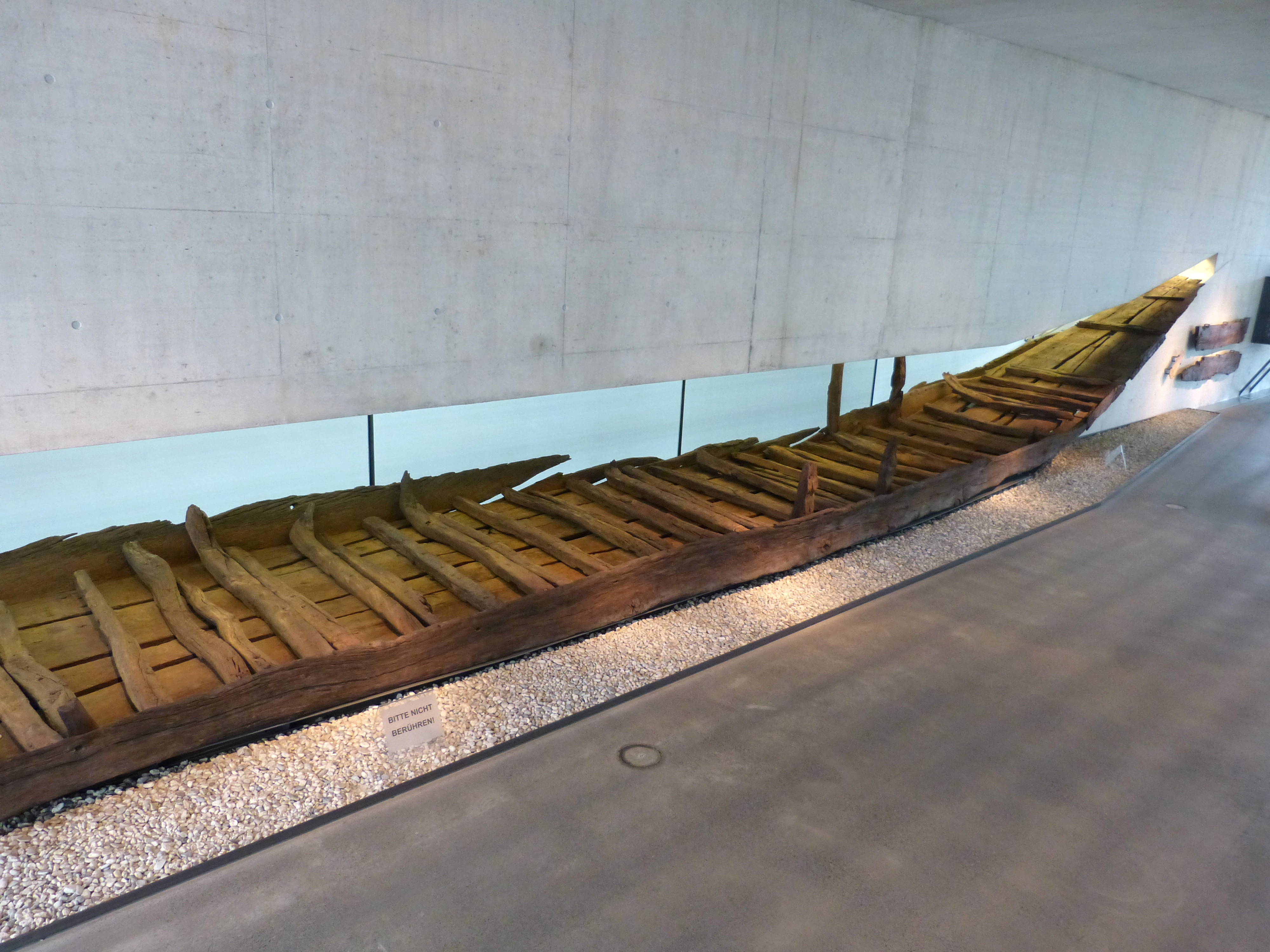
Средневековое грузовое судно
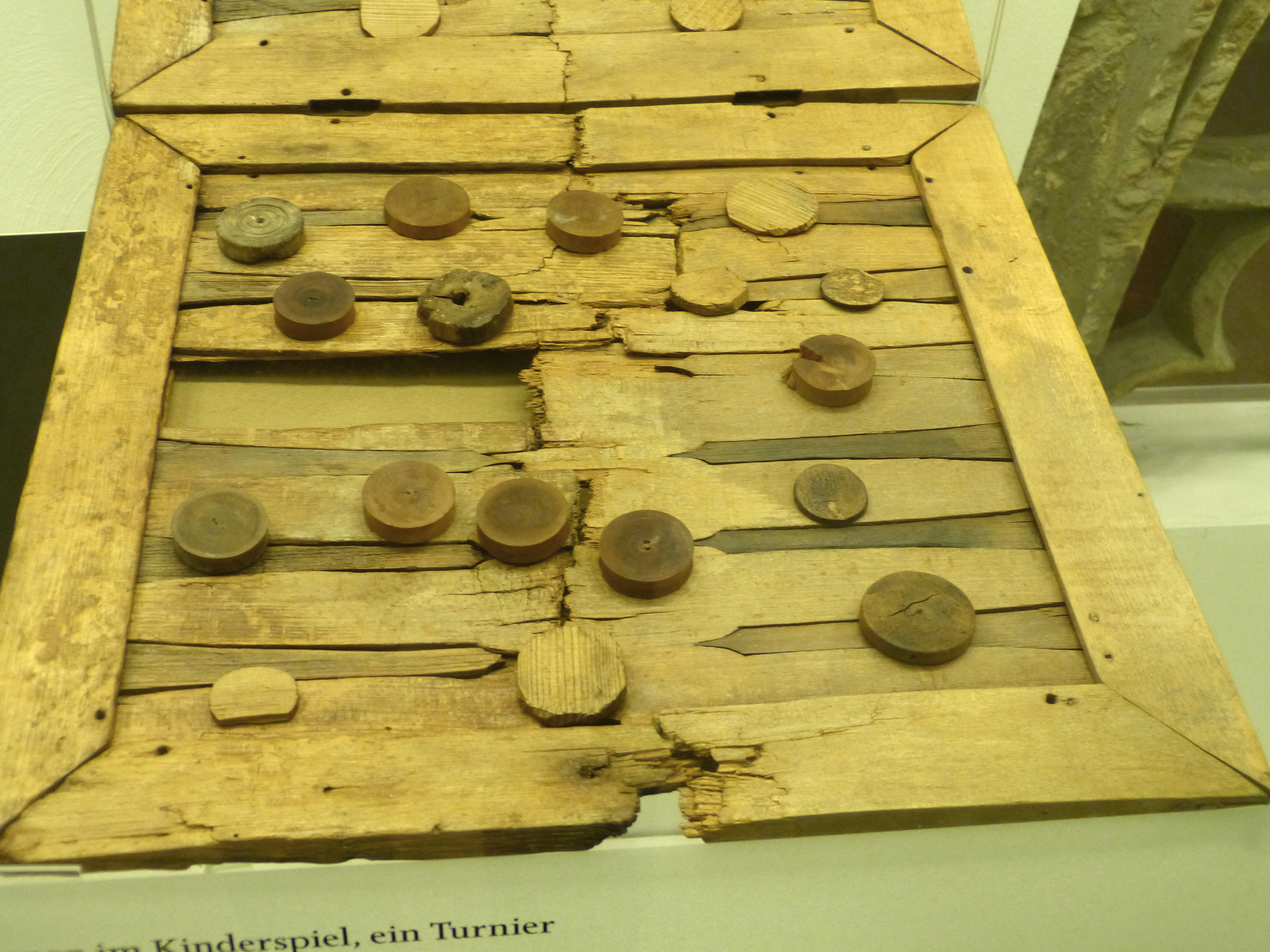
Средневековые нарды